# Lillian Board
Lillian Barbara Board (Durban, Sudáfrica; 13 de diciembre de 1948-Múnich, Alemania Occidental; 26 de diciembre de 1970) fue una atleta británica, ganadora de la medalla de plata en los 400 metros lisos de los Juegos Olímpicos de México 1968, y que falleció con solo 22 años víctima de un cáncer colorrectal.

## Infancia
Lillian nació en Durban, Sudáfrica en 1948 junto a su hermana gemela Irene porque sus padres, George y Frances Board, habían emigrado al país africano en 1947. La familia regresó a Inglaterra en 1950, y en 1956 se instalaron definitivamente en Londres, donde su padre encontró trabajo en el metro.

## Comienzos en el atletismo
En 1960, a la edad de 11 años, Lillian y su hermana comenzaron a estudiar en la Grange Secondary Modern School. Allí fue donde su profesora de educación física descubrió sus grandes habilidades atléticas. Empezó a entrenar en el Club London Olympiades, y participaba en competiciones de velocidad , relevos y salto de longitud.
En 1963 se proclamó campeona nacional escolar en salto de longitud con 5.26 m. Ese mismo año logró la segunda posición en los Campeonatos nacionales Junior
Su salto a la élite tuvo lugar en 1966 cuando logró entrar en el equipo inglés para los Juegos de la Commonwealth celebrados en Kingston ese mismo año. Allí compitió en los 400 metros, donde obtuvo la 5.ª posición con 54,7 que era su mejor marca personal. Pese a todo no fue seleccionada para competir en los Campeonatos de Europa de Budapest de ese año.
En julio de 1967 participó en un encuentro atlético celebrado en Los Ángeles entre un equipo de la Commonwealth y otro de Estados Unidos, y consiguió la victoria en los 400 metros con 52,8 que era la segunda mejor marca europea de la historia solo superada por la británica Ann Packer.
Era una de las grandes favoritas para ganar el oro en los Juegos Olímpicos de México 1968. Tras ganar en su semifinal, realizó una buena salida en la final, celebrada el 16 de octubre, y lideró gran parte de la prueba, aunque finalmente fue superada en la misma línea de meta por la francesa Colette Besson por solo una décima de segundo (52,1 frente a 52,2). Además de la medalla de plata, la marca de Board suponía un nuevo récord británico.
En 1969 se concentró en la distancia superior de los 800 metros, y aunque no tenía mucha experiencia en esta prueba, logró la medalla de oro en los Campeonatos de Europa de Atenas con un tiempo de 2:01,4 que era su mejor marca personal. Además ganó otra medalla de oro con el equipo británico de relevos de 4 x 400 metros, en una emocionante carrera en la que Board realizó el último relevo para Gran Bretaña y Colette Besson para Francia. Al final hubo que recurrir a la foto finish y la victoria correspondió a las británicas, que además establecieron un nuevo récord mundial con 3:30,8. El equipo lo formaban por este orden Rosemary Stirling, Pat Lowe, Janet Simpson y la propia Board.
Estos éxitos la hicieron enormemente popular en su país, donde era conocida como "la chica de oro" (golden girl).
Pese a su juventud y enorme potencial, la tragedia truncaría su vida poco tiempo después. En el verano de 1970 comenzó a sufrir unos persistentes dolores estomacales que no cedían, por lo que decidió dejar los entrenamientos. Corrió su última carrera el 20 de junio en Londres. Al principio le fue diagnosticada la enfermedad de Crohn, pero después de una serie de pruebas más detalladas se diagnosticó que sufría un cáncer colorrectal en fase terminal.
En noviembre de ese año viajó a Alemania en busca de un tratamiento en una clínica cercana a Múnich con el doctor Josef Issels. Lillian luchó bravamente contra la enfermedad, pero su estado empeoró. Fue trasladada al Hospital Universitario de Múnich donde falleció pocos días más tarde, el 26 de diciembre de 1970. Tenía solo 22 años.
En el año de su muerte fue elegida Miembro de la Orden del Imperio Británico, una de las mayores condecoraciones de su país. En los Juegos Olímpicos de Múnich 1972 se le recordó poniendo su nombre a una de las calles cercanas al Estadio Olímpico.

## Resultados
| Año  | Competición               | Lugar        | Puesto                        | Marca         |
| ---- | ------------------------- | ------------ | ----------------------------- | ------------- |
| 1966 | Juegos de la Commonwealth | Kingston     | 5.ª en 400 m                  | 54,7          |
| 1968 | Juegos Olímpicos          | C. de México | 2.ª en 400 m                  | 52,1          |
| 1969 | Campeonato de Europa      | Atenas       | 1.ª en 800 m 1.ª en 4 x 400 m | 2:01,4 3.30,8 |

## Marcas personales
- 200 metros - 23,4 (Ciudad de México, 5 Oct 1968)
- 400 metros - 52,1 (Ciudad de México, 16 Oct 1968)
- 800 metros - 2:01,4 (Atenas, 18 Sep 1969)